# Sint-Coletakerk
De Sint-Coletakerk is een kerk in de Belgische stad Gent. De kerk bevindt zich in het zuiden van het stadscentrum, tussen de Heuvelpoort en de spoorweg. Het is een neogotische kerk met drie beuken en vijf traveeën, toegeschreven aan Auguste Van Assche of een van zijn volgelingen. De kruisingstoren werd in 1911 gebouwd, naar ontwerp van Gerard De Meyer. De kerk staat tussen de andere gebouwen en komt enkel met de voorgevel uit aan straatzijde. Deze kerk heeft in haar 124 jaar bestaan maar twee orgelisten gehad die elk een heel leven lang het orgel hebben bespeeld. De laatste van de twee was Edgard Guns die meer dan 70 jaar voorzanger-orgelist is geweest.  

## Geschiedenis
De huidige stadswijk rond de kerk was vroeger een landelijk gebied ten zuiden van het stadscentrum. Sinds de middeleeuwen behoorde dit gebied tussen Leie en Schelde tot de Sint-Pietersabdij, het Sint-Pietersdorp. Heel het gebied viel onder de parochie van de Onze-Lieve-Vrouwekerk bij de abdij. Op het einde van het ancien régime werden de kerkelijke bezitting opgeheven en het gebied viel nu onder de stad Gent. De grote Onze-Lieve-Vrouw-Sint-Pietersparochie bleef nog bestaan.
Tot in de 19de eeuw en het dempen van de stadsomwallingen in 1860 bleef dit gebied landelijk. In Sint-Pieters-Aalst kwam er in 1856 een proosdij en deze werd in 1874 tot de eerste nieuwe parochie in het gebied verheven, de Sint-Pietersbuitenparochie. Veel arbeiders gingen zich vestigen langs de Zwijnaardesteenweg en de Ottergemsesteenweg en zo werd in 1894 ook de parochie Sint-Coleta opgericht. Later in 1902 zou ook de parochie Sint-Paulus volgen. Naast de kerk bevond zich ook een klooster van de zusters van Onze-Lieve-Vrouw Visitatie met bijhorende school. Nu bevindt zich daar het Woon- en Zorgcentrum Sint-Coleta. Deze kerk heeft in haar 124 jaar bestaan maar twee orgelisten gehad die elk een heel leven lang het orgel hebben bespeeld. De laatste van de twee was Edgard Guns die meer dan 70 jaar voorzanger-orgelist is geweest.  

## Interieur
De Sint-Coletakerk is vanbinnen rijkelijk, kleurrijk en fraai gedecoreerd: gebrandschilderde ramen, muurschilderingen, polychrome beelden, monochroom houtsnijwerk op biechtstoelen en op de houten preekstoel, een geschilderde kruisweg, sculpturen, een kleurig beschilderd orgel.

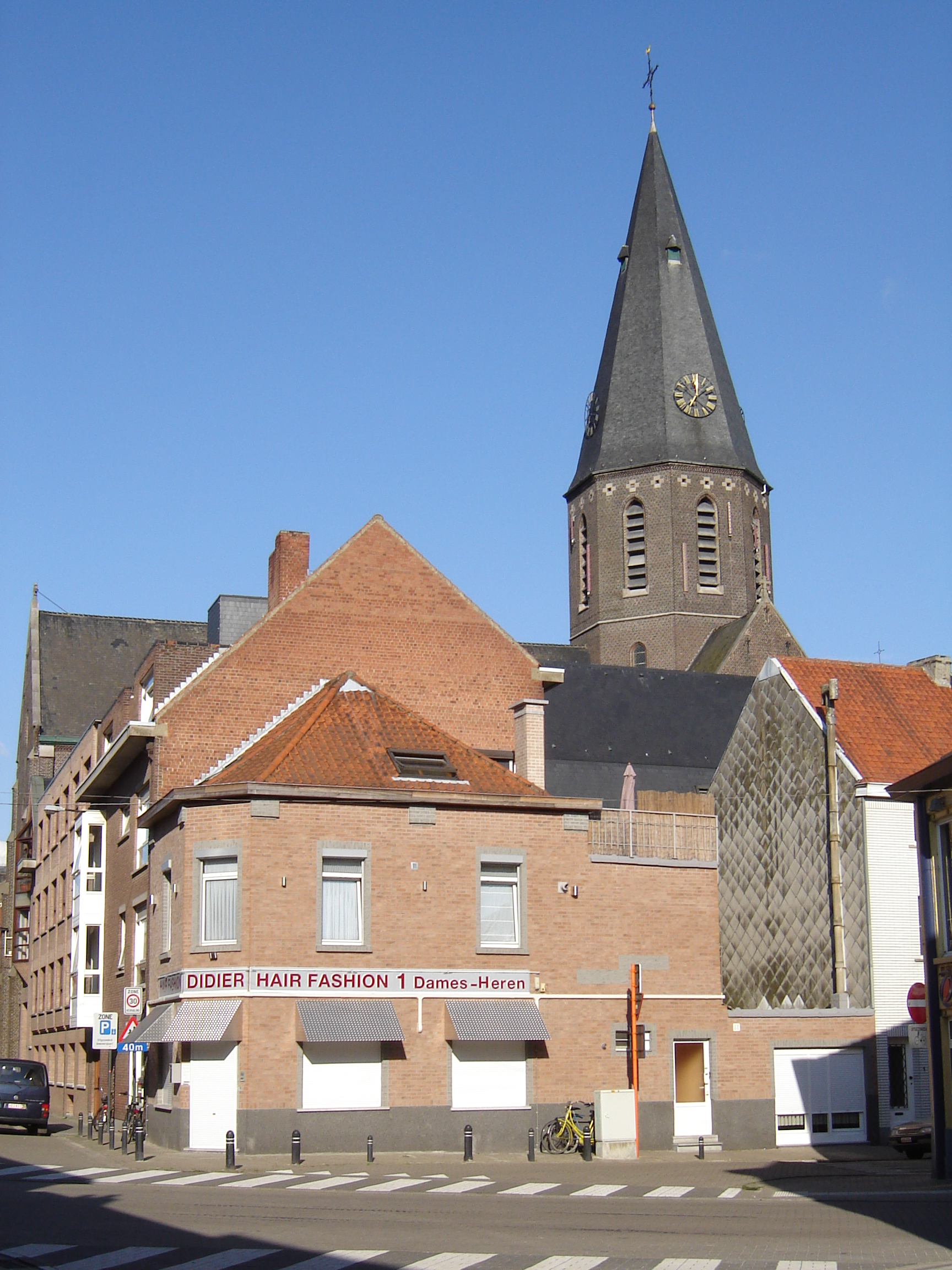
Sint-Coletakerk en omliggende bebouwing
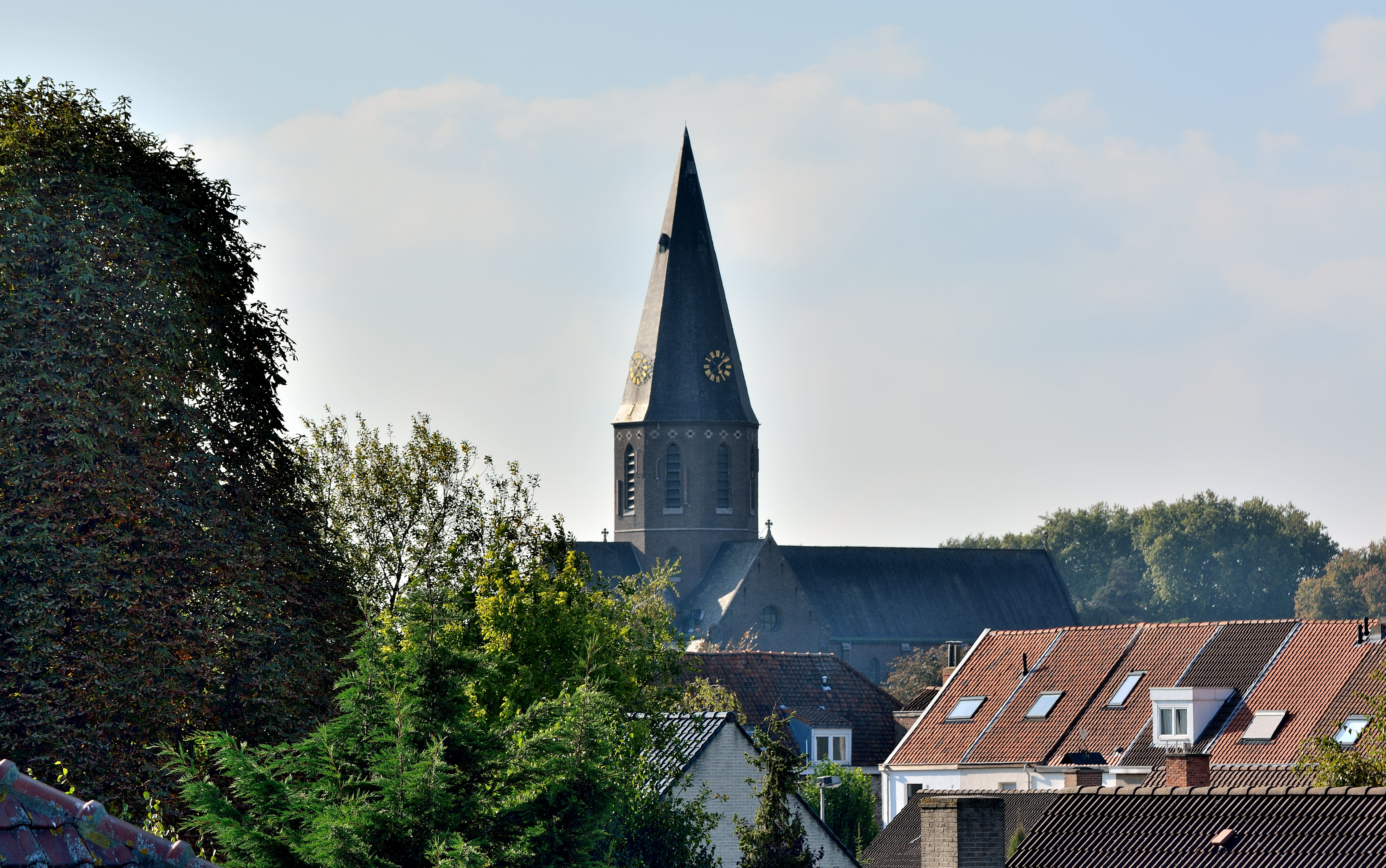
De Sint-Coletakerk gezien vanop de viaduct over de Schelde (het kruisbeeld op de spits brak af en moest worden weggenomen)
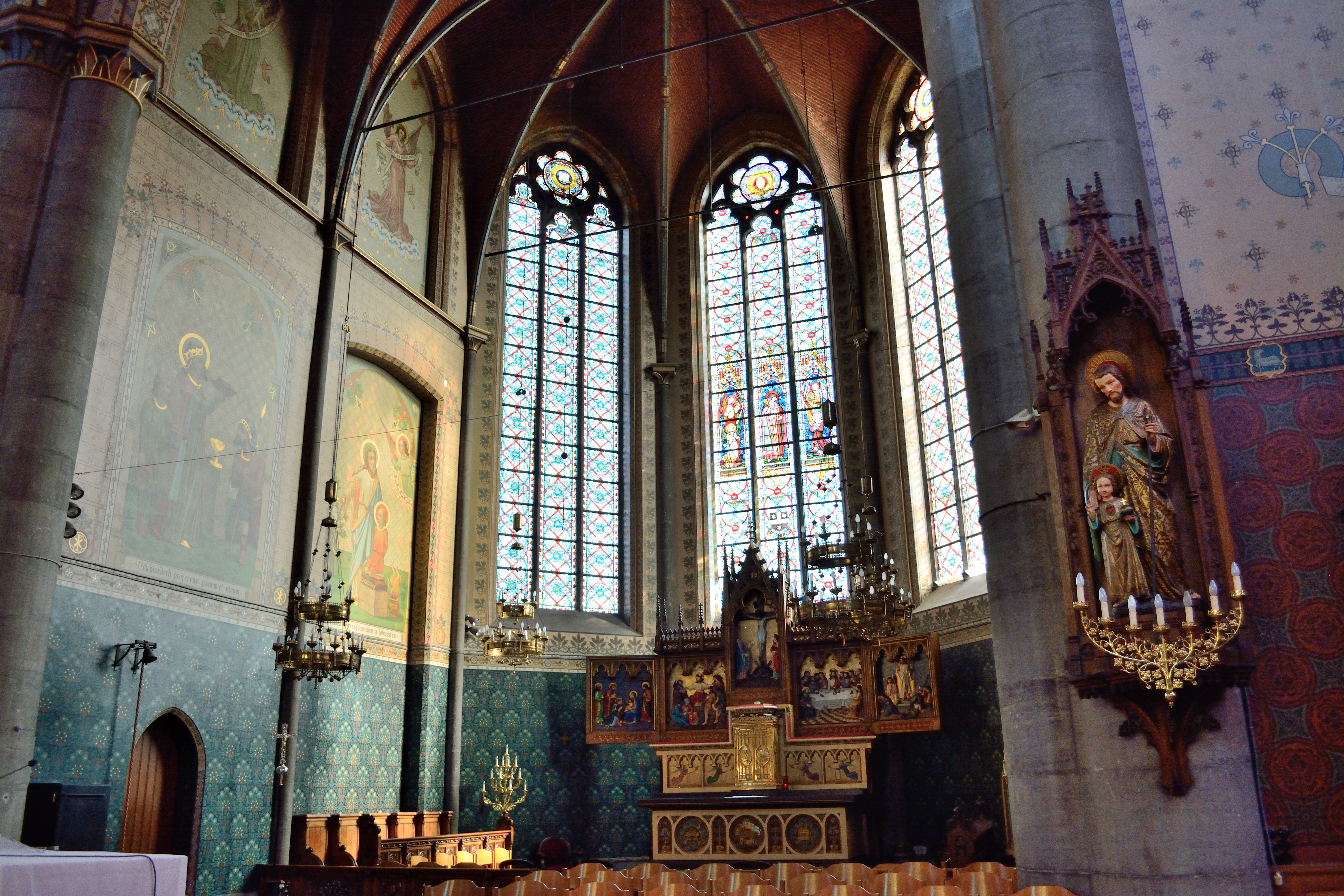
koor en altaar
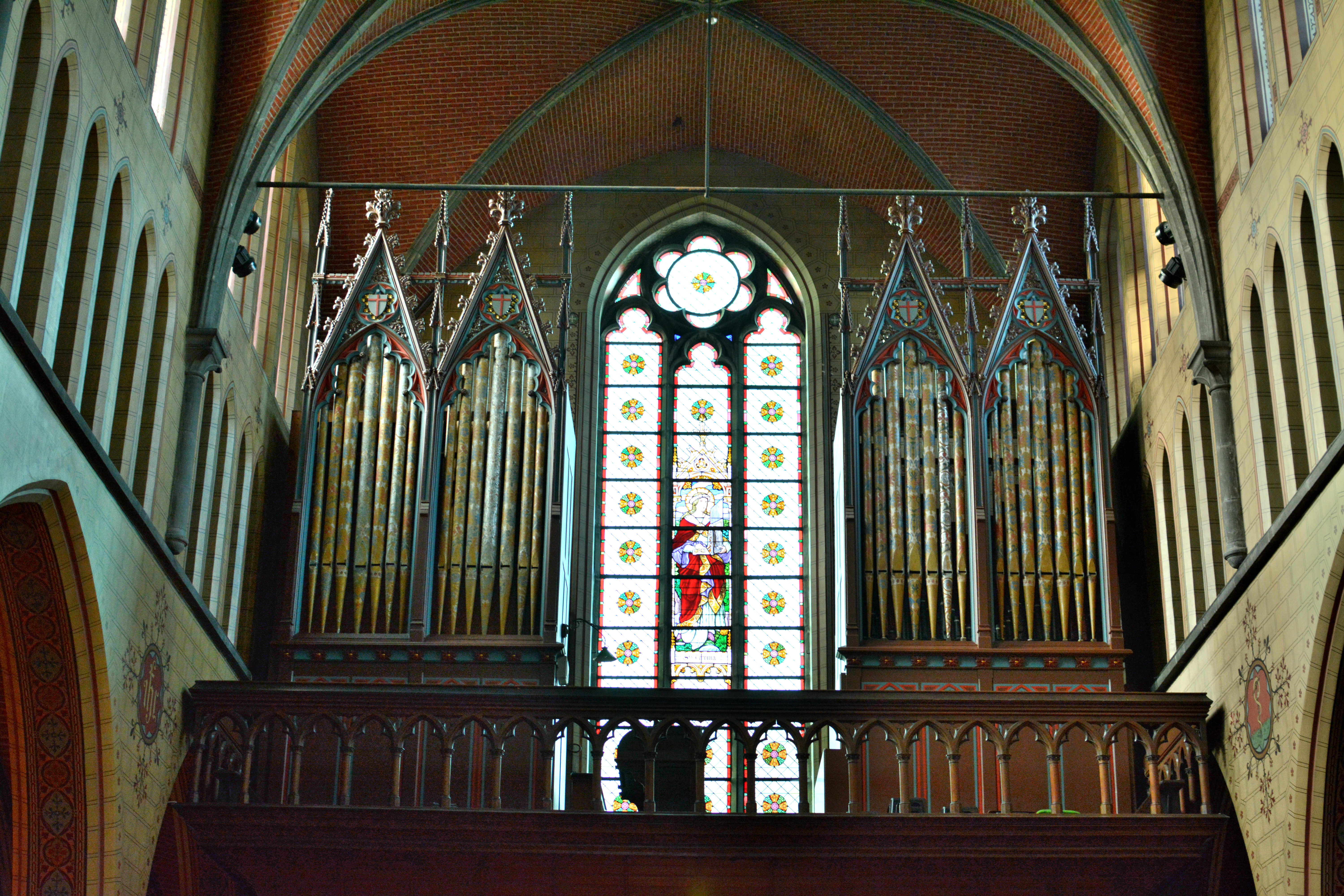
Sint-Coletakerk Gent, interieur, orgel
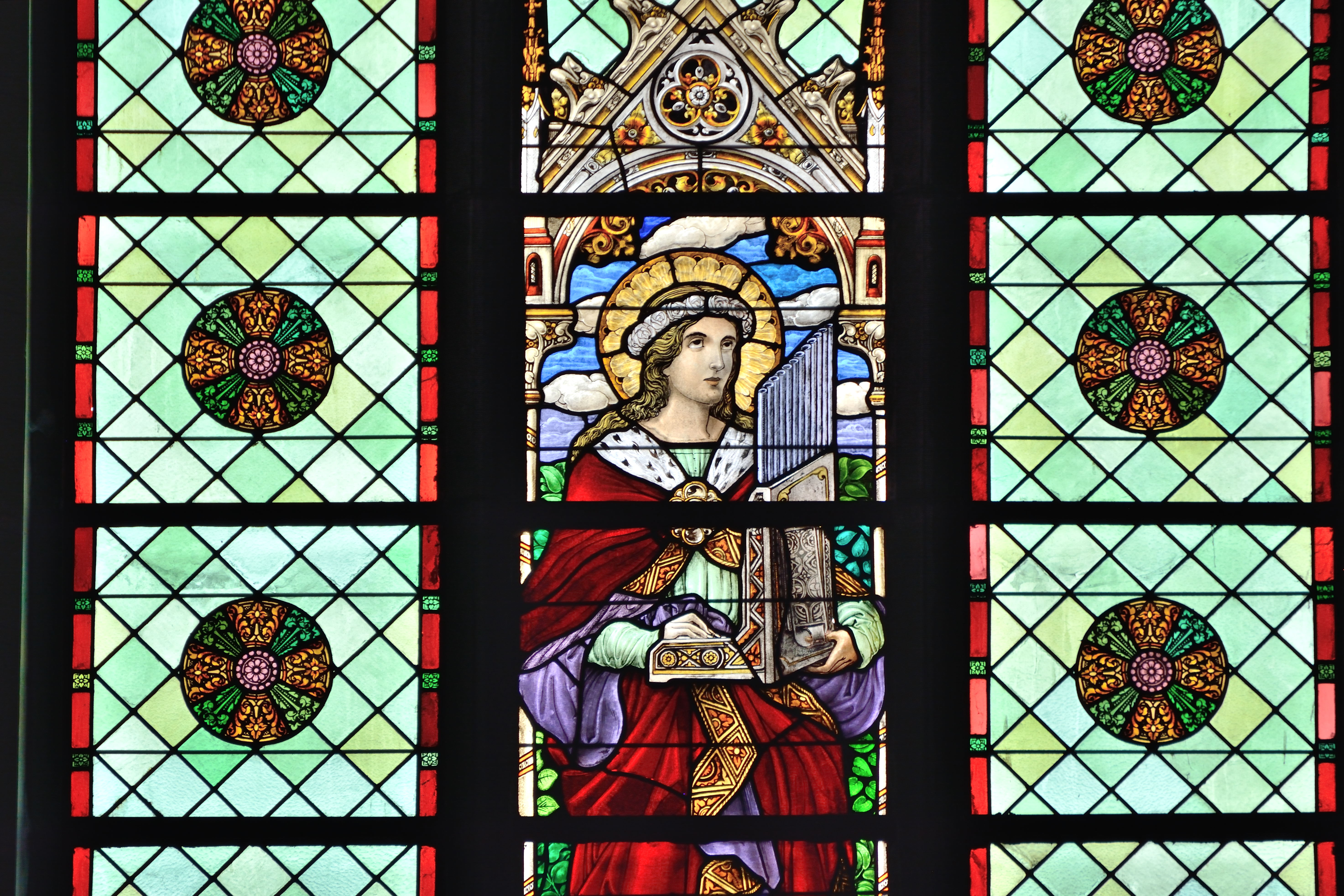
Sint-Cecilia, patrones van de muziek, gebrandschilderd glasraam tussen de twee delen van het orgel, boven de toegangspoort